# Android 16
Android 16 (nome in codice Baklava) è la sedicesima versione del sistema operativo mobile Android, sviluppato dalla Open Handset Alliance, a sua volta guidata dall'azienda Google, e pubblicata in versione stabile a giugno 2025.

## Storia
La prima versione in anteprima per i sviluppatori (nota anche come DP1) di Android 16, è stata pubblicata il 19 novembre 2024. 
La prima versione beta, uscita il 23 gennaio 2025, ha segnato il passaggio ad una fase di test più stabile.
Il codice sorgente completo e definitivo di Android 16 è stato pubblicato il 10 giugno 2025.

## Versioni
- Versione Developer Preview - 19 novembre 2024
- Beta 1 - 23 gennaio 2025